# Martiri di Uruaçu

## Biografia
Il 3 ottobre 1645,  il capo indigeno Antonio Paraopaba al comando di 200 uomini fece irruzione in un villaggio presso Uruaçu, dove massacrò 27 fedeli cattolici insieme al sacerdote Ambrogio Francesco Ferro. La carneficina fu ordinata dalle autorità olandesi che convertirono Paraopaba al calvinismo, suscitando negli Indios una forte avversione verso i cattolici.
Padre Ambrogio e i suoi parrocchiani furono torturati e seviziati, a molti di loro furono mutilati gli arti, cavati gli occhi, ed alcuni cronisti dell'epoca riferiscono di bambini tagliati a metà e di tante altre orrende torture. Addirittura è stato riportato che al laico Matteo Moreira fu strappato il cuore dalla schiena. Conosciamo solo 28 nomi di questi martiri, per i quali nel 1989 fu avviata la Causa di Beatificazione.

## Culto
Papa Giovanni Paolo II li ha beatificati nel 2000, e sono stati canonizzati nel 2017 da papa Francesco insieme a padre Andrea de Soveral e al laico Domenico Carvalho.